# شوقار (مولاي بوشتى)
شوقار هي إحدى مشيخات المملكة المغربية، تتبع جغرافيا لإقليم تاونات وإداريًا لمولاي بوشتى. يقدر عدد سكانها بـ 6205 نسمة حسب الإحصاء الرسمي للسكان والسكنى لسنة 2004.